# 2020年夏季奧林匹克運動會女子10公里馬拉松游泳比賽
2020年夏季奥林匹克运动会女子10公里马拉松游泳比赛，是因2019冠状病毒病疫情而延期至2021年举行的第32届夏季奥林匹克运动会的其中一个比赛小项，于2021年8月4日在御台場海濱公園举行，共有来自23个代表团的25名运动员参加该小项。
巴西选手安娜·玛赛拉·库尼亚以1小时59分30秒8的成绩首个到达终点，成为历史上首位获得奥运金牌的巴西女子游泳选手。曾获2016年里约奥运该小项金牌的荷兰选手莎龙·范劳文达尔以0.9秒之差获得银牌，未能卫冕，成为历史上首位获得两枚奥运马拉松游泳奖牌的女子运动员。铜牌则由澳大利亚选手卡里娜·李获得，她的成绩是1小时59分32秒5，她也成为历史上首位获得奥运马拉松游泳奖牌的澳大利亚选手。

## 参赛资格
国际游泳联合会计划在该小项上分配共25个席位，每个代表团最多只能派出两名选手参赛，参赛资格如下：
- 2019年世界游泳锦标赛公开水域10公里项目前10名
- 奥运马拉松游泳资格赛前9名
- 奥运资格赛各大洲（非洲、美洲、亚洲、欧洲和大洋洲）成绩最佳选手
- 如果主办国日本未能通过以上任何一项赛事获得席位，该国将会在该小项上分配到一个外卡席位。如果日本已透过其他途径获得至少一个席位，空出的主办国席位会重新分配至奥运马拉松游泳资格赛

## 比赛环境
此次马拉松游泳比赛在东京御台場海濱公園进行。当地炎热天气导致的水温偏高以及水域的水质是此次比赛的两大问题。
2019年8月，东京奥组委在御台場海濱公園举办马拉松游泳的测试赛，测试赛于上午7时开赛，受当地炎热天气影响，比赛水温较高，引起数名选手抱怨，其中突尼斯选手烏薩馬·邁盧利表示这是其有史以来参加的最热的马拉松游泳比赛，对此国际游泳联合会表示届时将会视乎水温状况调整比赛开赛的时间。
另一方面，也有测试赛参赛选手提到场地的水质问题，其中日本选手贵田裕美称比赛时能闻到些许臭味，而且水面并不清澈。早在2017年夏天时，东京方面对马拉松游泳比赛场地的水质进行了为期21天的检测，结果仅有10天达到国际游泳联合会的标准，当时检测结束后，东京奥组委承诺将采取一系列措施确保场地水质符合标准。然而奥运开幕两周前，彭博社发表报道文章指出承担户外游泳项目的东京湾水质仍旧和数年前一样臭，并称水质问题仍是户外游泳项目的一大担忧因素。

## 赛程
女子10公里马拉松游泳比赛最初定于上午8:00开始。后来主办方考虑到东京夏天炎热的天气对水温的影响，数次调整开始时间，最终开始时间被提前至上午6:30。以下是比赛的具体赛程，所有时间均为日本標準時間（UTC+9）：
| 日期         | 时间 | 阶段 |
| ------------ | ---- | ---- |
| 2021年8月4日 | 6:30 | 决赛 |

## 比赛结果
| 排名 | 运动员                      | 代表团               | 时间      | 落后时间 | 备注     |
| ---- | --------------------------- | -------------------- | --------- | -------- | -------- |
| 金牌 | 安娜·玛赛拉·库尼亚          | 巴西                 | 1:59:30.8 |          |          |
| 銀牌 | 莎龙·范劳文达尔             | 荷兰                 | 1:59:31.7 | +0.9     |          |
| 銅牌 | 卡里娜·李                   |                      | 1:59:32.5 | +1.7     |          |
| 4    | 欧洛斯·安娜                 | 匈牙利               | 1:59:34.8 | +4.0     |          |
| 5    | 莱奥妮·贝克                 | 德国                 | 1:59:35.1 | +4.3     |          |
| 6    | 黑莉·安德森                 | 美国                 | 1:59:36.9 | +6.1     |          |
| 7    | 阿什莉·特威切尔             | 美国                 | 1:59:37.9 | +7.1     |          |
| 8    | 辛鑫                        | 中国                 | 2:00:10.1 | +39.3    | 一次警告 |
| 9    | 拉拉·格朗容                 | 法国                 | 2:00:57.3 | +1:26.5  |          |
| 10   | 芬尼娅·文拉姆               | 德国                 | 2:01:01.9 | +1:31.1  |          |
| 11   | 萨曼莎·阿雷瓦洛             | 厄瓜多尔             | 2:01:30.6 | +1:59.8  | 一次警告 |
| 12   | 賽西莉雅·畢亞喬尼           | 阿根廷               | 2:01:31.7 | +2:00.9  |          |
| 13   | 贵田裕美                    | 日本                 | 2:01:40.9 | +2:10.1  |          |
| 14   | 拉凯莱·布鲁尼               | 意大利               | 2:02:10.2 | +2:39.4  |          |
| 15   | 阿纳斯塔西娅·基尔皮奇尼科娃 | 俄罗斯奥林匹克委员会 | 2:03:17.5 | +3:46.7  |          |
| 16   | Paula Ruiz                  | 西班牙               | 2:03:17.6 | +3:46.8  | 一次警告 |
| 17   | 安热莉卡·安德烈             | 葡萄牙               | 2:04:40.7 | +5:09.9  |          |
| 18   | Kate Sanderson              | 加拿大               | 2:04:59.1 | +5:28.3  |          |
| 19   | Alice Dearing               | 英国                 | 2:05:03.2 | +5:32.4  |          |
| 20   | Paola Pérez                 | 委内瑞拉             | 2:05:45.0 | +6:14.2  |          |
| 21   | Michelle Weber              | 南非                 | 2:06:56.5 | +7:25.7  |          |
| 22   | Krystyna Panchishko         | 乌克兰               | 2:07:35.1 | +8:04.3  |          |
| 23   | 刘俐杉                      | 新加坡               | 2:08:17.9 | +8:47.1  |          |
| 24   | Špela Perše                 | 斯洛文尼亚           | 2:08:33.0 | +9:02.2  |          |
| 25   | Souad Cherouati             | 阿尔及利亚           | 2:17:21.6 | +17:50.8 |          |